# Claes-Göran Wallin
Bo Claes-Göran "Myggan" Wallin, född 13 december 1952, är en svensk före detta ishockeyspelare och landslagschef vid Svenska Ishockeyförbundet. 
Han började i Almtuna IS och spelade där 1967–1971, och kom hösten 1971 till Djurgårdens IF där han spelade fram till 1981. Han spelade SM-final med Djurgården 1979, men fick uppleva en finalförlust mot Modo Hockey. 
Han avslutade karriären med ett år i Hammarby IF och ett i Lidingö IF. 
Han vann JEM-silver 1970-1971 och spelade 15 U18-landskampar för Sverige och gjorde 14 landskamper i Tre Kronor.
Därefter var Wallin tränare i tre olika länder och på svensk landslagsnivå från 16-åringar till 20-åringar. Efter det var han landslagschef vid Svenska Ishockeyförbundet 2002–2005 och anställd vid Gymnastik- och idrottshögskolan.

## Ledarkarriär
- 1983–84 Assisterande förbundskapten Sverige U-18
- 1984–85 Förbundskapten Sverige U-16
- 1985–86 Förbundskapten Sverige U-17
- 1986–87 Förbundskapten Sverige U-18
- 1987–89 Förbundskapten Sverige J-20
- 1989–90 Tränare Mannheimer ERC i Tyskland
- 1990–92 Tränare Södertälje SK
- 1992–93 Tränare Uppsala Hockey
- 1993–94 Tränare EC Graz i Österrike
- 1994–00 Sportchef för AIK
- 2002-2005 Landslagschef Svenska Ishockey Förbundet
- 2007-2008 Utbildare i ledarskap hos Blanchard
- 2008- nu Egen konsult inom utbildning